# مقاطعة جونسون (جورجيا)
مقاطعة جونسون (بالإنجليزية: Johnson County)‏ هي إحدى المقاطعات في ولاية جورجيا في الولايات المتحدة الأمريكية.